# Río Skeena
El río Skeena (del inglés: Skeena River) es un importante río costero de la vertiente canadiense del Pacífico, el segundo río más largo que discurre íntegramente por la provincia de la Columbia Británica (después del río Fraser). El Skeena es una importante arteria para el transporte, en particular para los pueblos tsimshian y gitxsan —cuyos nombres significa «en el interior del río Skeena» y «gente del río Skeena», respectivamente—, y también durante la fiebre del oro Omineca (1869), cuando los barcos de vapor iban desde el mar hasta Hazelton (293 hab. en 2006), que era el punto de partida de los caminos a las minas de oro. El río y su cuenca sostienen una gran variedad de peces, vida silvestre y vegetación y las comunidades nativas de la zona dependen en gran parte del río.

## Geografía

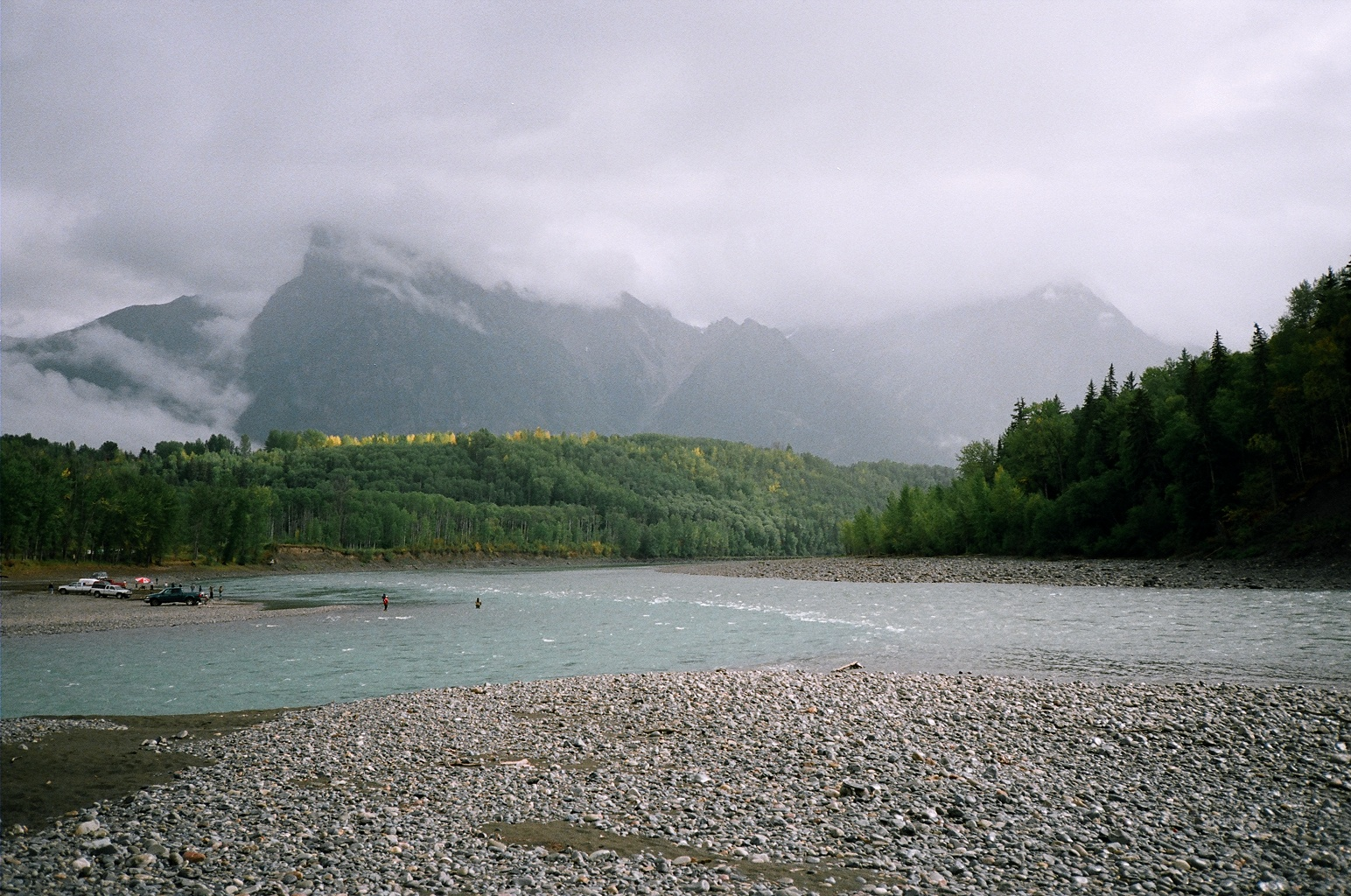
El río Bulkley (izqda.) desaguando en el Skeena (dcha.), cerca de Hazelton

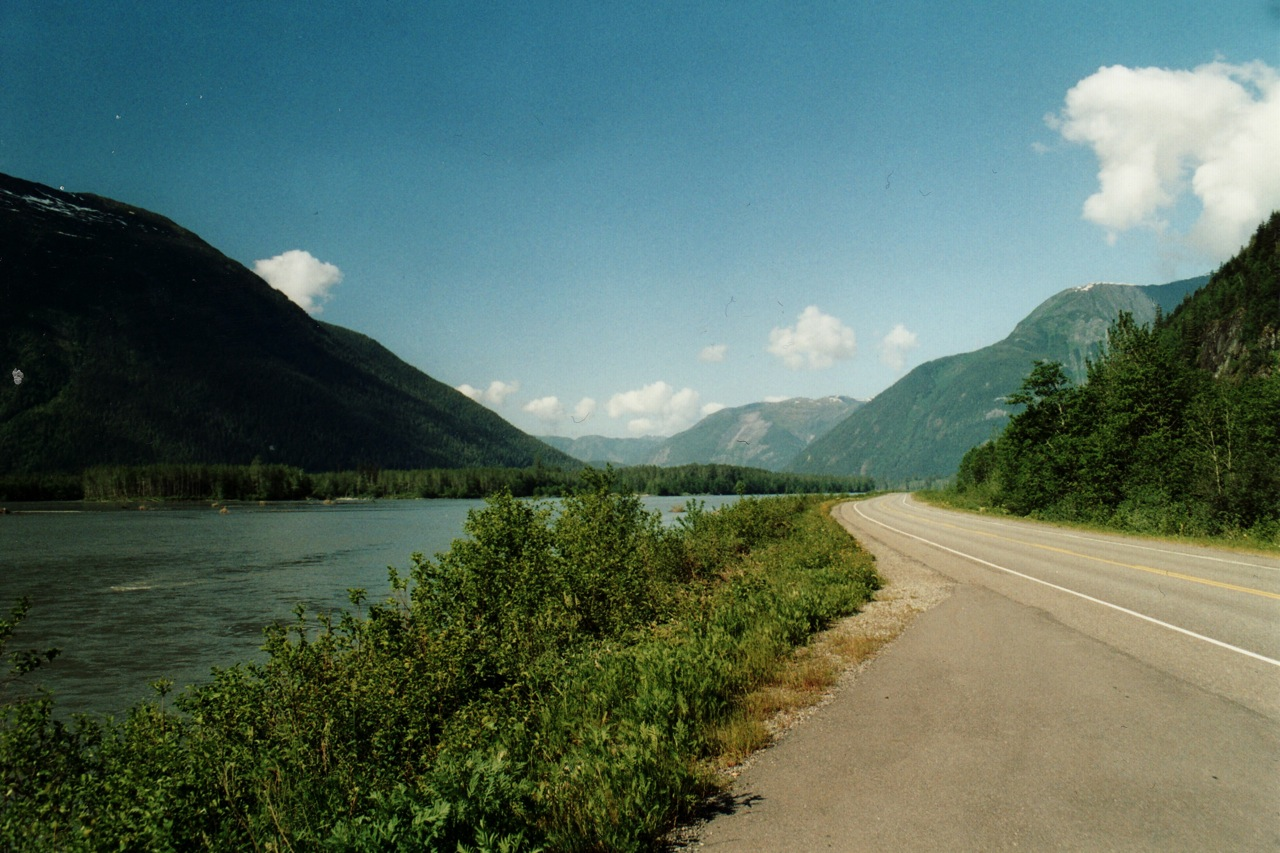
El río Skeena y la autopista Yellowhead

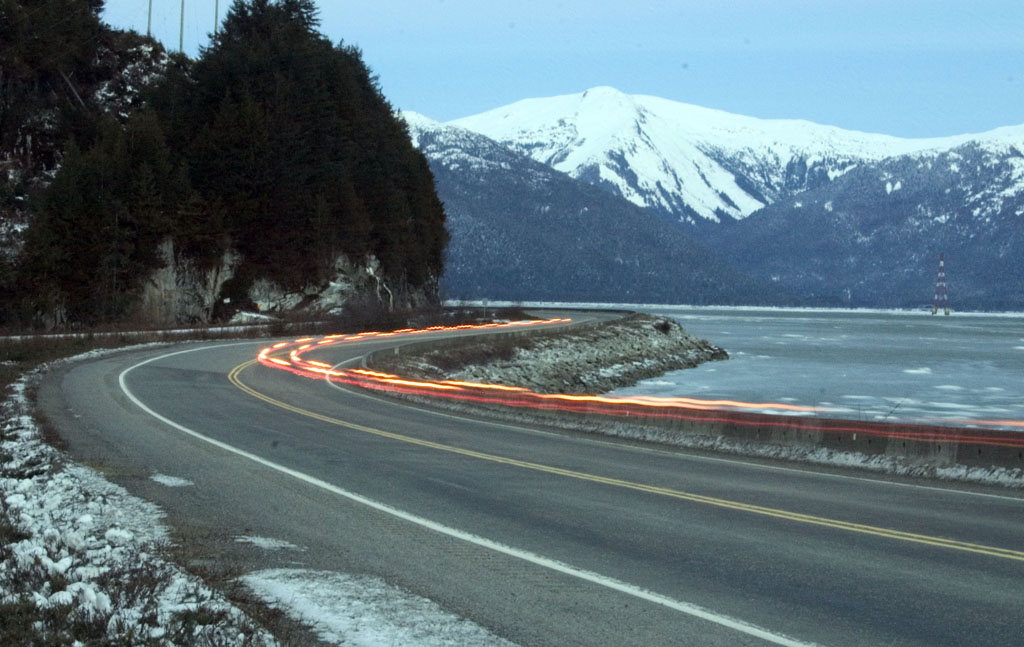
El río Skeena en Tyee. Highway 16

El Skeena se origina al sur del Parque Provincial Silvestre de la meseta Spatsizi (Spatsizi Plateau Wilderness Provincial Park), en el noroeste de la Columbia Británica, formando una divisoria con el río Klappan, un afluente del río Stikine. Discurre unos 570 km hasta su desembocadura en el  océano Pacífico, en la zona del Chatham Sound, pasaje Telegraph y canal Ogden, al este de la entrada Dixon. El Skeena drena 54.400 km² de tierra con una escorrentía anual normal de 2.157 m³/s.

### Curso
El río Skeena nace en el extremo meridional de la meseta Spatsizi, en un valle entre los montes Gunanoot y Thule, al sur de la cuenca del río Stikine. Hay un tramo fe ferrocarril ahora abandonado de la BC Rail, el tramo de la Extensión del lago Dease, que corre a lo largo del río en su curso superior. El Skeena fluye hacia el sur-este, entre los picos de poca elevación de las montañas Skeena, atravesando los llanos de McEvoy y Jackson. Continúa luego en esa dirección hasta que pasa la cordillera Slamgeesh, para, a continuación, encaminarse hacia el oeste hasta Fourth Cabin, donde gira hacia el sur atravesando un cañón de poca profundidad por debajo de las montañas Poison. Después de Kuldo, gira nuevamente hacia el este, y sigue después otra vez al sur por debajo de la montaña Cutoff y el monte Pope.
Continúa a través de ondulantes colinas hasta la comunidad de Kispiox (550 hab.) y luego de Hazelton, donde recibe las aguas del río Morice-Bulkley y gira hacia el suroeste. La  Yellowhead Highway y la Canadian National Railway siguen el curso del río Skeena en este tramo. En Kitseguecla (unos 500 hab.), el río es atravesado por la Highway 37, y luego gira hacia el sur alrededor de los picos Seven Sisters y las cordilleras Bulkley, discurriendo a través del Bosque Provincial Skeena. Sigue a continuación entre las cordilleras Nass y el glaciar Borden, pasa el cruce en ferry en Usk, atraviesa el cañón Kitselas, y luego cruza el Parque provincial arroyo Kleanza (Kleanza Creek Provincial Park).
A continuación, fluye hacia el suroeste a través de la ciudad de Terrace (11.320 hab. en 2006), donde el río se ensancha. Continúa hacia el oeste, seguido por la Highway 16 y la línea de la Canadian National Railway, y pasa cerca del Parque Provincial del río Exchamsiks (Exchamsiks River Provincial Park]) y desemboca finalmente en la entrada Dixon en el pasaje Eleanor, entre  Port Edward (577 hab.)) y Port Essington (hoy abandonado), frente a la isla Horsey.

### Tributarios
Los principales tributarios del río son los siguientes ríos y arroyos (lista parcial, ordenada alfabéticamente, procedente de Fisheries and Oceans Canada):
- curso superior: río Bear, arroyos Johanson y Shilahou, y ríos Slamgeesh y Sustut;
- curso medio: río Babine (100 km), arroyos Boucher y Buck, río Bulkley (257 km), arroyos Comeau, Cullon, Date y Deep Canoe, río Fulton, arroyo Harold Price, ríos Kispiox y Kitseguecla, arroyos Maxan, McCully y McQueen, ríos Morice, Nangeese, Nanika y Nilkitkwa, arroyos Pinkut, y Richfield, río Shegunia, arroyos Simpson y Stephens, ríos Suskwa y Sweetin  y arroyo Toboggan;
- curso inferior: arroyos Alwyn, Big Falls, Cedar, Coldwater, río Copper, arroyos Deep y Dog Tag, río Ecstall, arroyo Erlandsen, ríos Exchamsiks y Exstew, arroyo Fiddler, río Gitnadoix, arroyos Goat y Johnston, lago Johnston, arroyo Kaeen, ríos Kasiks, Khyex, Kitsumkalum y Kitwanga (60 km), arroyo Kleanza, río Lakelse, arroyos Lean-To, Limonite, Magar, Moonlit, Salmon Run, Sockeye, Spring, Star, Thomas, Trapline, White y Williams, y ríos Zymagotitz y Zymoetz.

## Historia

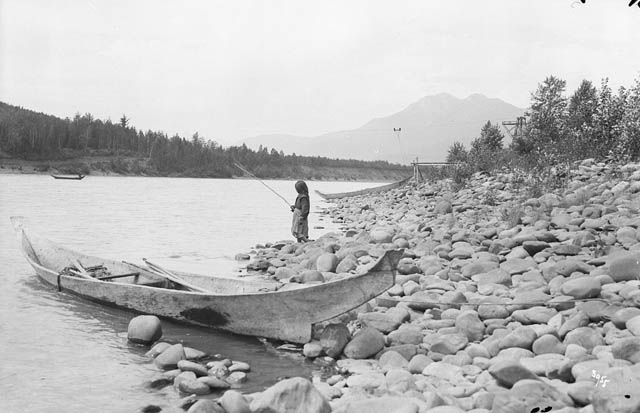
Una nativa en el río Seena cerca de Kitwanga, 1915

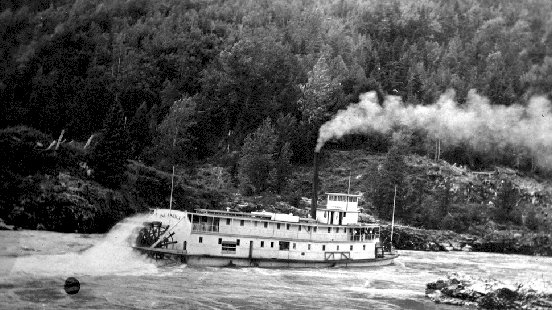
SS Inlander en el Skeena en el cañón Kitselas, 1911

### Comercio de pieles
La sede local de la  Compañía de la Bahía de Hudson se encontraba en Port Simpson, aunque Port Essington también fue utilizado ampliamente como puerto por sus sternwheelers.

### Barcos fluviales
Aunque las canoas desempeñaron un papel crucial en el Skeena durante siglos, la edad del barco de vapor anunció una nueva era para la navegación en el Skeena. El primer barco de vapor que entró en el Skeena fue el Unión en 1864. En 1866, el Mumford intentó ascender el río, pero solo pudo llegar al río Kitsumkalum. Sólo en 1891, el Caledonia, un  vapor de ruedas de la Compañía de la Bahía de Hudson, logró negociar con éxito el cañón Kitselas y llegó a Hazelton. Se construyeron alrededor del cambio de siglo otros vapores, en parte debido a la creciente industria pesquera y a la fiebre del oro.

## Vida silvestre
El Skeena soporta una amplia variedad de peces y vida silvestre. El Ministerio de Medio Ambiente de la Columbia Británica, a través del organismo BC Parks, ha designado una serie de reservas ecológicas a lo largo del curso del río.

### Pesca
El Skeena es bien conocido por su pesca deportiva, especialmente del salmón.  El Skeena también es muy importante para la industria de la pesca comercial. Por ejemplo, numerando cinco millones de desove del salmón al año, el Skeena sólo es superado en Canadá por el río Fraser en su capacidad de producción de salmón rojo. Sin embargo, en los últimos 40 años ha habido una disminución en algunas de las especies, dando lugar a una estricta regulación para la pesca comercial; sin embargo, la pesca deportiva se ha incrementado mucho en los últimos años, y se ha convertido cada vez más en una actividad comercializada con el advenimiento del guía de pago y el barco chárter, pero aún no está bien supervisada y puede ser muy superior a un nivel sostenible.
Los siguientes tipos de salmón del Pacífico se puede encontrar en el Skeena:
- salmón chinook, a veces conocido como el Rey, Tyee, Spring, Quinnat, Tule o salmón de boca negra;
- salmón chum, a veces conocido como salmón Calico o Dog;
- salmón plateado, a veces conocido como el salmón Silver;
- salmón rosado, a veces conocido como el salmón jorobado;
- salmón rojo, a veces conocido como el salmón Sockeye o salmón Blueback;
- trucha arco iris.

### Osos
El raro oso Kermode vive en, y cerca del, valle del Skeena, desde Prince Rupert a Hazelton. La región es también hogar de muchos ejemplares de oso negro y oso pardo. El grizzly es menos común en la zona, pero el Santuario Grizzly de Khutzeymateen  (Khutzeymateen Grizzly Bear Sanctuary) se encuentra cerca.